# La rinascita (singolo)
La rinascita è un singolo del gruppo musicale italiano Articolo 31, pubblicato come singolo esclusivamente promozionale nel 1998 dalla Best Sound. È il secondo estratto dall'album Nessuno.

## Videoclip
Il videoclip è stato diretto da Alessandra Pescetta e mostra J-Ax e DJ Jad che eseguono la canzone di notte vicino a statue e sculture dell'arte classica, illuminate da proiezioni e giochi di luce.

## Tracce
1. La rinascita (Radio edit) – 5:00